# Philip Troost
Philip Troost (1959) is een Nederlandse schrijver en voormalig predikant.

## Levensloop
Troost studeerde op zijn dertigste theologie aan de Theologische Universiteit Kampen (Broederweg). Na zijn afstuderen was hij van 1994 tot 1999 gemeentepredikant van de vrijgemaakte kerk in Driebergen. Daarna was hij van 1999 tot 2009 als studentenpastor verbonden aan de Gereformeerde Hogeschool in Zwolle. In 2002 was hij een van de oprichters van de jeugdkerk Godfashion die al snel door enkele duizenden mensen werd bezocht, maar binnen een paar jaar ook weer implodeerde en ophield te bestaan. Sinds zijn vertrek als studentenpastor werkt Troost in zijn eigen praktijk voor psychotherapie en pastoraat in Hattem.
Omdat Troost als predikant niet meer verbonden was aan een kerkelijke gemeente, werd hem in 2013 op kerkrechtelijke grondslag het predikantschap ontnomen, ondanks dat hij het zelf niet met die beslissing eens was. Wel bleef het voor hem mogelijk om voor te gaan in vrijgemaakte kerkdiensten.
Van de hand van Troost verschenen meerdere boeken.